# 36

## Події
- Правління імператора Тиберія в Римі.
- Консули Риму Секст Папіній Алленій і Квінт Плавцій.
- Зникла китайська монархія Ченцзя (25—36) з центром у місті Ченду.

## Померли
- Юнія Клавділла, перша дружина імператора Калігули, при пологах
- Квінт Юній Блез, римський політик, самогубство
- Трасилл — філософ-платонік, придворний астролог імператора Тіберія.